# 西安交通大学附属中学
西安交通大学附属中学，简称西交大附中、交大附中。学校前身是1896年创办于上海的南洋公学中院（即附属中学），因交通大学西迁，于1959年建校，1981年重建。1991年被命名为陕西省、西安市两级重点中学，2008年12月，被评为陕西省首批示范高中。总校座落于西安市曲江新区，六校区分属西安碑林区、雁塔区、航天基地、未央区、西咸新区。

## 发展历程
1896年，清末名士盛宣怀奉命在上海创办南洋公学，第二年延请美国人福开森博士担任监院（相当于常务副校长），负责中院与上院校舍建设。
1898年春，南洋公学设立中院，学务由王植善主持，生源除外院（即小学）高级生升入外，在社会上招考新生。
1909年，中院改为普通中学，也称附属中学，以其学子水平出众而闻名当时。此后学校虽几经变迁，但优良的传统已继承下来。
1956年，交通大学由上海内迁西安，1959年7月西安交通大学附属中学成立。
1971年，学校由西安市政府管理，更名为西安市八十三中。
1981年，为继承历史，西安交大附中恢复重建。
1991年，西安交大附中被市教委命名为市重点中学，被省教育厅命名为省重点中学。
2003年，西安交通大学附属中学分校建成。
2008年12月，被评为陕西省首批示范高中。
2010年，西安交通大学附属中学分校晋升为陕西省标准化高中。
2014年9月9日上午，浐灞欧亚中学举行签约移交仪式暨开学典礼。
2017年，西安交通大学附属中学航天学校由航天教育集团移交由西安交通大学附属中学管理,。
2019年7月西安医科大学附设子弟中学与交大附中整合并更名为“交大附中雁塔校区”

## 校训涵义[2]

### 弘德
语出于东晋《华阳志》：“思弘德化，思弘德教。”意即弘扬文明与美德，倡明德育与教化。学校历来重视思想道德教育，坚持德育为首的办学方向，培育民族精神，培养健全人格。以德修身，以德治学，以德立言，以德立行，以德兴校。

### 广识
语出清代刘开《问说》：“非学无以质疑，非问无以广识。”师生钻研学问，“学”和“问”是相辅相成地进行的，不“学”就不能提出疑问，不“问”就不能增长知识。

### 励志
意即奋发志气，把精力集中在某方面，以求有所作为。作为老师，应努力进取，争取在教育教学上有所建树；作为学生，当志存高远，打好基础，争取在求知做人上出类拔萃，学有所成，报效国家。

### 笃行
语出自儒家经典《中庸》“博学之，审问之，明辨之，慎思之，笃行之”笃，忠实，专一。笃行，即切切实实地去做。“笃行”既有原校训中“求实”之意，又有更为丰富深厚的人文底蕴。在道德实践的层面上，强调为人要忠实厚道，内外一致；做事要全心全意，踏踏实实，专心致志，达到知行合一。